# Stapeliopsis urniflora
Stapeliopsis urniflora är en oleanderväxtart som beskrevs av John Jacob Lavranos. Stapeliopsis urniflora ingår i släktet Stapeliopsis och familjen oleanderväxter. Inga underarter finns listade i Catalogue of Life.